# 顕誓
顕誓（けんせい）は、戦国時代の武将、本願寺の僧侶。加賀光教寺住持。光教寺蓮誓の3男。光教寺顕誓ともよばれる。

## 略歴
永正16年（1519年）に得度、大永元年（1521年）の父の死で光教寺を継いだ。大永5年（1525年）に叔父の本願寺法主実如から孫証如（顕誓の従甥）の後を託された親族5名の1人に選ばれた。
しかし享禄・天文の乱が勃発すると、享禄4年（1531年）に加賀で起こった内乱（大小一揆）で小一揆側で戦うが敗れ、証如に破門され友好関係にあった朝倉氏を頼り越前に逃れた。19年後の天文19年（1550年）に証如の意向で願得寺実悟らと共に赦免され、本願寺に帰参した。これは証如が母鎮永尼を通じて外祖父蓮淳の遺言を伝えられたことが背景にあったが、朝倉氏との繋がりを重要視した鎮永尼の意向もあり、赦免後は朝倉氏との外交を担うことになった。またこの際、赦免に浄照坊明春の個人的な尽力があったとされる（『反古裏書』）。
証如の後を継いだ顕如に仕え朝倉宗滴と和睦交渉を行ったが、天文24年（弘治元年・1555年）7月に宗滴が本家当主朝倉義景の命令で加賀へ侵攻、越前と加賀の紛争が起こり交渉は失敗した。顕誓はこの出来事について勝祐（超勝寺実顕の弟）に原因があると主張、加賀にいた彼が勝手に甲斐の武田晴信（後の武田信玄）と手を結び、能登の畠山晴俊や相模の北条氏康とも結託したため、越後の長尾景虎（後の上杉謙信）が義景および能登の畠山義続（晴俊の同族）と結び、宗滴の加賀出兵に至ったとしている。翌弘治2年（1556年）に室町幕府13代将軍足利義輝の調停で加賀・越前は和睦したが、交渉にあたった本願寺の家臣下間頼言が急死したことを抗戦派の超勝寺顕祐（実顕の子）による毒殺と疑っている。
永禄2年（1559年）に御影堂鎰役、翌永禄3年（1560年）に法印となったが、永禄10年（1567年）に顕如より塾居処分を受け、播磨英賀に塾居した。『顕誓領解之訴状』という史料によれば、御堂衆の光徳寺乗賢が顕如に顕誓の法義解釈に異ありと進言したことによるようである。塾居理由は乗賢による讒言の他、加賀・越前和睦交渉を進める顕誓への反対派の不満も原因とされている。塾居中は『顕誓領解之訴状』を書いて顕如へ提出したが、処分は解かれないまま元亀元年（1570年）に亡くなった。
顕誓は宗派を代表する碩学の1人であり、本願寺一家の記録を『今古独語』『反古裏書』等にまとめた。これらは『顕誓領解之訴状』と同じく蟄居中に書いた物で、本願寺興隆の歴史を物語る貴重な史料として現代に伝えている。